# Tribhuvannagar
Tribhuvannagar là thành phố chính của khu Rapti của thung lũng Dang, Nepal. Thanfh phố này nằm ở khu trung-tây của Nepal, giữa thung lũng Dang. Thành phố này được đặt tên theo vua Tribhuvan của Nepal. Dân số của Tribhuwannagar gần 45.000 người.
Tribhuwannagar được kết nối bằng một đường nhánh với đường quốc lộ đông-tây chính Mahendra của Nepal. Ngoài ra có các con đường không rải nhựa nối Tribhuwannagar với Rukum Rolpa Piuthan và Salyan. Một tuyến đường bộ mới xây nối Tribhuwannagar với Birendranagar Surkhet. Thành phố này có sân bay nằm cách trung trung tâm 23 km.
Thành phố này có Cao đẳng tổng hợp Mahendra Multiple và Đại học Mahendra Sanskrit.